# Streifenschwanzwaran
Der Streifenschwanzwaran (Varanus caudolineatus) ist eine Art der Warane, die in den Wäldern von Western Australia beheimatet ist. Die bis zu 30 cm große Waranart wurde 1885 von Boulenger beschrieben.

## Beschreibung

### Körperbau, Aussehen
Bei den bis zu 30 cm großen Tieren besteht die Gesamtlänge zur Hälfte aus dem Schwanz. Sie erreichen ein Körpergewicht von 37 g. Der Streifenschwanzwaran ist benannt nach seiner charakteristischen Streifenzeichnung des Schwanzes. Seine Oberseite ist graubraun gefärbt und verziert mit feinen Flecken. In manchen Populationen ist die Grundfarbe der Oberseite auch grau-golden. Er gehört zu den kleinsten Waranarten der Welt und ist zudem eine der kleinsten Echsen Australiens.

### Fortpflanzung
Die insektenfressenden Reptilien beginnen meist sehr schnell nach der Winterruhe ihre Paarungssaktivität. Dabei wird das Weibchen vom Männchen heftig züngelnd verfolgt. Das Weibchen beginnt nach ca. 5 Wochen mit dem Graben einer Eiablage-Grube. Das Gelege besteht meistens aus 2 bis 6 Eiern. Das Geschlecht der Jungtiere ist aufgrund von Verhalten und Wachstum erst nach 6 Monaten erkennbar. Die Männchen wachsen oft schneller und kräftiger heran als die Weibchen. Die ausgewachsenen Männchen sind im Körperbau im Gegensatz zu den Weibchen viel kräftiger und stämmiger.

### Verhalten
Der Streifenschwanzwaran ist am aktivsten in den heißen Stunden des Tages. Sie sind sehr scheu und verhalten sich gegenüber dem Menschen sehr zurückhaltend und bleiben meistens in ihrem Versteck. Da sie Baumbewohner sind, teilen sie in manchen Gegenden ihre Bäume mit dem Zwergstachelschwanzskink (Egernia depressa). Sie leben jedoch meist auf den Ästen und der Skink in den hohlen Baumstämmen. Ihre bevorzugten Baumarten sind Akazien und Casuarina. Sie verlassen manchmal die Bäume um auf dem Boden nach Futter zu suchen. In dem Magen eines sezierten Streifenschwanzwarans wurden Gliedmaßen der bodenbewohnenden Geckoart Rhynchoedura ornata gefunden. Varanus caudolineatus ernährt sich ansonsten hauptsächlich von Insekten, Spinnen, Skorpione und kleinen Echsen.

### Verbreitung
Sie leben ausschließlich in Western Australia, wo sie von der Region Pilbara bis zur südlichen Region Gascoyne vorkommen. Die Art wurde durch Menschen in Esperance (Südaustralien) eingeführt.